# Грили, Адольф
Адольф Вашингтон Грили (англ. Adolphus Washington Greely; 27 марта 1844 — 20 октября 1935) — американский военный деятель, учёный и путешественник, полярный исследователь, писатель. Почётный член Американского географического общества, один из основателей Национального географического общества (National Geographic).
Свою карьеру военного начал в 17 лет, добровольцем отправившись на гражданскую войну, к концу которой имел звание временный майор. Был трижды ранен, принял участие в 9 кампаниях. После зачисления в регулярную армию США служил в различных подразделениях. В 1881 году возглавил американскую арктическую экспедицию на север Канады. После экспедиции продолжил службу, со временем возглавил Сигнальный корпус, Тихоокеанскую дивизию и дослужился до звания генерал-майор, став первым в истории США офицером высшего ранга, начавшим военную карьеру рядовым.

## Биография
Адольф Вашингтон Грили родился 27 марта 1844 года в Ньюберипорте (штат Массачусетс) в семье американцев в девятом поколении Джона Грили (англ. John Balch Greely) и Фрэнсис Кобб (англ. Frances D. Cobb). Начальное образование получил в государственной школе для мальчиков. Отец, обладавший живым интересом к науке, значительно дополнил его общее образование, и уже в юности Адольф имел хорошие знания по истории страны и неплохо разбирался в политике и прочих реалиях того времени. Как участник англо-американской войны 1812 года, отец также во многом привил интерес сыну к военной службе. Мать Адольфа была женщиной бескомпромиссной честности и имела волевой характер. Помимо этого, она была наделена от природы отменным здоровьем и выносливостью, которые, по всей вероятности, так же как и психологические качества, унаследовал её сын. Френсис Кобб никогда не болела и умерла в возрасте восьмидесяти одного года от естественных причин.

### Начало военной карьеры
С началом гражданской войны Грили добровольцем ушёл на фронт (при этом на собеседовании в рекрутинговой конторе он указал, что ему более 18 лет, хотя на самом деле было 17) и был зачислен в 19-й Массачусетский пехотный добровольческий полк. Свой первый «боевой» опыт он получил в сражении при Бэллс-Блафф, где его задачей было хоронить павших бойцов и ухаживать за ранеными. Летом 1862 года в одной из стычек с армией южан под Ричмондом был ранен в ногу, однако от госпитализации отказался. Генерал Джон Седжвик — командир дивизии — в тот день, увидев хромающего Грили, спросил: «Почему у Вас нет оружия?» Грили отдал честь и ответил: «Мою винтовку вчера вечером, когда я был ранен, разбило пулей. Я остался с моим подразделением и возьму её у того, кто будет первым ранен сегодня». Седжвик сказал: «Это правильно, тогда я сам дам вам Энфилд» — он распорядился принести винтовку и лично вручил её Грили. В сражении при Энтитеме Адольф был ранен в лицо и в бедро, после чего был отправлен в госпиталь в Гаррисберге. В 1863 году был представлен к повышению в звании до лейтенанта и назначен в 8-й Цветной пехотный полк (англ. Colored Infantry), в котором прослужил до конца войны.
После её окончания А. Грили остался в армии, участвовал в формировании новых регулярных частей и 27 марта 1867 года был назначен вторым лейтенантом в 36-й пехотный полк и направлен для дальнейшего прохождения службы в Форт Сандерс, Вайоминг, где прослужил до конца года, после чего неожиданно был откомандирован в Сигнальный корпус (Signal Corps), сформированный в 1860 году.
Вплоть до 1870 года Адольф Грили служил офицером связи при генерале Юджине Карре, после чего получил новое назначение во вновь образованное Бюро погоды, в котором приложил максимум усилий для организации и развития этого нового направления деятельности ведомства (поскольку отчёты бюро передавались по линиям связи, находящимся в ведении Сигнального корпуса, то и сама служба была подчинена ему). В 1872—1873 годах Грили занимался сбором и анализом данных для службы прогнозирования наводнений. В 1873 году был повышен в звании до первого лейтенанта и назначен на должность офицера связи 5-го кавалерийского полка. С 1875-го (с небольшими перерывами) занимался организацией строительства и обслуживания телеграфных линий связи, преимущественно на юге страны, — в Техасе и Дакоте, а также в Монтане.

### Экспедиция в Арктику
В 1881 году Адольф Грили был назначен руководителем американской научно-исследовательской арктической экспедиции на север Канадского арктического архипелага, которая была организована военным ведомством США в рамках первого Международного полярного года. Её целью было создание метеорологической станции и проведение метеорологических, астрономических и магнитных наблюдений, а также геологических и геодезических работ. Основные задачи, поставленные экспедиции, были выполнены, а её участники Д. Локвуд, Д. Брэйнард и Фредерик Кристиансен во время санных походов достигли самой северной на то время широты 83° 24'.

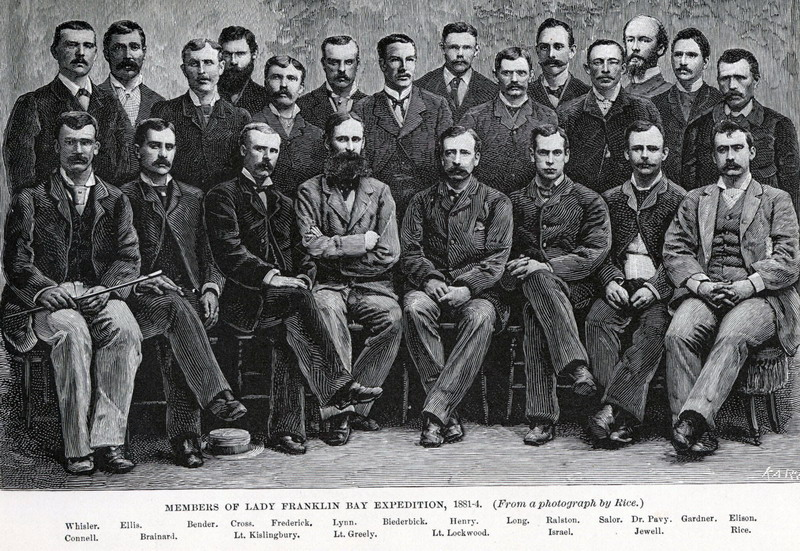
Участники экспедиции (А. Грили в центре)

Помимо общего руководства экспедицией, с 26 апреля по 7 мая 1882 года Грили совершил поход во внутреннюю область острова Элсмир и обнаружил древние стоянки инуитов, а также открыл большое озеро, названное им в честь начальника Сигнального ведомства генерала Уильяма Бэбкока Хезена (англ. William Babcock Hazen).
Поскольку из-за сложной ледовой обстановки в проливах между Гренландией и Канадой экспедиция не могла быть эвакуирована судами, то Грили, как кадровый военный, руководствуясь оставленными ему инструкциями (хотя на базе было достаточно провианта, чтобы продержаться ещё год), вместе со всеми полярниками в августе 1883 года вышел на юг навстречу спасателям, но, не встретившись с ними, был вынужден при минимальных запасах продовольствия организовать зимовку на мысе Сабин острова Пим, во время которой от голода и истощения погибли 18 из 25 участников экспедиции. Семь выживших, в том числе сам Грили, были спасены 22 июня 1884 года.

### Дальнейшая служба
Некоторое время после экспедиции Грили восстанавливал физическое и психическое здоровье. Через несколько месяцев по приглашению французского, немецкого и Королевского географического обществ он уехал в Европу, где читал лекции и был очень тепло принят многими выдающимися представителями различных научных школ. По возвращении из Европы продолжил военную службу, обосновавшись в Вашингтоне. В 1886 году был повышен в воинском звании до капитана, а в марте 1887 года указом президента Гровера Кливленда был назначен начальником Сигнального корпуса (англ. Chief Signal Officer) и получил звание бригадного генерала.
После вступления в должность он полностью реорганизовал Бюро погоды, что сделало его ведущей метеорологической организацией в мире. Под его началом были значительно усовершенствованы методологии предсказания погоды, наводнений и штормовых предупреждений. С его же подачи было принято решение о передаче Бюро из Сигнального корпуса в Департамент сельского хозяйства — Грили всегда считал, что Бюро погоды исключительно гражданское ведомство. В 1888 году он опубликовал книгу «Погода в Америке» (англ. American Weather), которая содержала значительно более точные данные о погодных условиях в США и даже спустя значительное время использовалась в качестве учебника по метеорологии, в частности, профессором Гарвардского университета Робертом Уордом.

А. Грили со штабом ликвидации последствий землетрясения в Сан-Франциско

В 1898 году в ходе испано-американской войны по личному распоряжению Президента США Уильяма Мак-Кинли Грили взял под контроль все внешние линии связи, фактически став первым получателем всей конфиденциальной информации, направляемой в адрес США. Позже под его патронажем были организованы работы по прокладке телеграфных и телефонных линий связи на Аляске, Кубе и Филиппинах. Только на Аляске были проложены 2200 миль проводов, открывшие полуостров для цивилизации.
В 1903 году Грили представлял США в Берлине на первой международной конференции по вопросам использования радиосвязи в телеграфии (англ. First International Radio Telegraphic Conference), на которой впервые были определены базовые принципы международного радиообмена. Грили был одним из немногих армейских чинов, кто видел за этой новой технологией будущее. В этом же году он участвовал как представитель страны на международной конференции по телеграфии в Лондоне (англ. International Telegraph Conference).
10 февраля 1906 года Адольфу Грили было присвоено звание генерал-майор, и он был назначен командующим Тихоокеанской дивизией, штаб-квартира которой находилась в Сан-Франциско. Утром 18 апреля 1906 года в Сан-Франциско произошло одно из самых разрушительных землетрясений в истории Соединённых Штатов. Грили в этот день находился неподалёку от Чикаго, в пути на свадьбу дочери. Он незамедлительно принял решение вернуться (хотя командование на этом не настаивало) и совместно с гражданскими службами возглавил ликвидацию последствий стихийного бедствия. Военными под его началом были взяты на себя вопросы снабжения пострадавших продовольствием, а также он своими полномочиями регламентировал его распределение. Кроме этого, им был отдан приказ стрелять на поражение в мародёров. При всём этом, однако, он старался действовать осторожно и приложил максимум усилий, чтобы военные в новой для себя ситуации не выходили за рамки закона.
В 1908 году Адольф Грили оставил военную службу и вышел на пенсию.

### Последующие годы жизни
После выхода на пенсию по предложению супруги А. Грили вместе с семьёй отправился в кругосветное путешествие. Они побывали на Филиппинах, в Японии, Китае, проехали по Транссибирской магистрали от Владивостока до Москвы, посетили Германию, Италию, Австрию и только в 1909 году вернулись в Вашингтон.
В 1911 году Грили решением Президента страны был представителем армии США в Великобритании на коронации Георга V. По возвращении домой он принял предложение Университета Джорджа Вашингтона и несколько лет работал в нём на кафедре географии. Он много писал, сотни его статей были опубликованы в различных изданиях. Увидели свет его книги «Справочник по Аляске» (1909), автобиография «Воспоминания о приключениях и службе» (1927) и другие.
В марте 1917 года умерла его супруга, с которой он был неразлучен 39 лет. Грили передал в дар National Geographic свою уникальную полярную библиотеку из более чем 500 томов (его сыновьям тема полярных исследований оказалась неинтересна), продал дом в Вашингтоне и переехал в Кембридж к дочери Роуз. В 1920 году вернулся в Вашингтон (Роуз нашла там новую работу) и прожил в нём вплоть до самой смерти 20 октября 1935 года.
Похоронен на Арлингтонском национальном кладбище.

## Общественная деятельность

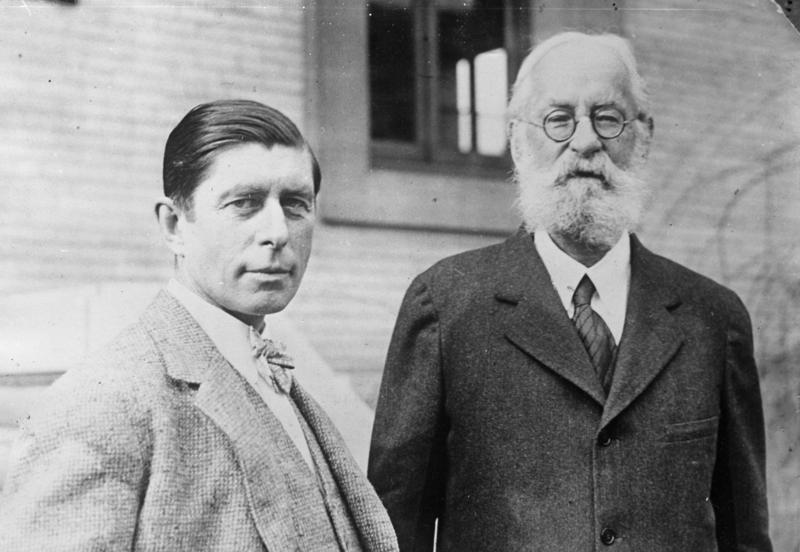
Кнуд Расмуссен и Адольф Грили

После экспедиции 1881—1884 годов А. Грили по праву считался экспертом в области полярных исследований, и с ним, в той или иной мере, консультировались большинство лидеров грядущих экспедиций в высокие широты, с многими из которых он стал лично знаком и в течение долгого времени поддерживал дружеские связи.
Грили был очень высокого мнения о Фритьофе Нансене, хотя поначалу категорически не одобрял план его путешествия на «Фраме», и даже позже, несмотря на триумфальное завершение этой экспедиции, критически оценивал его решение оставить судно с целью достижения Северного полюса: «Всякий согласится, что Нансен, таким образом, пренебрёг священнейшим долгом начальника экспедиции. Счастливое возвращение мужественного капитана Свердрупа вместе с „Фрамом“ не оправдывает Нансена. Верность, мужество и искусство Свердрупа, который остался на „Фраме“ и доставил своих товарищей в Норвегию, увенчивают его в глазах многих более славными лаврами, чем те, которые выпадут на долю его предприимчивого и даровитого предводителя». Но именно Грили во время одного из визитов Нансена в Америку представлял его в National Geographic, одним из основателей которого стал в 1888 году. Помимо Нансена он также представлял перед обществом Эдварда Эванса, Дональда Макмиллана, Дугласа Моусона и других.
Начиная с первой полярной экспедиции Руаля Амундсена (к северному магнитному полюсу и преодоления им северо-западного прохода (1903—1906)), на протяжении многих лет А. Грили поддерживал с ним связь, хотя тогда, как глава Сигнального ведомства, он оказался косвенно причастен к своего рода нелицеприятной ситуации, связанной с передачей Амундсеном телеграммы об успешном завершении его экспедиции, из которой весть о его достижении стала в первую очередь достоянием СМИ США и лишь потом Европы.
Грили был одним из первых консультантов Роберта Пири, намеревавшегося первым пересечь Гренландию в 1886 году, и поэтому пристально следил за его успехами. Но он же, на основе анализа его полярных «рекордов», выразил недоверие по поводу его первенства в достижении Северного полюса и при этом считал достижение доктора Фредерика Кука непревзойдённым в истории Арктики подвигом.
В 1904 году А. Грили (вместе с Дэвидом Брейнардом) стал одним из основателей, а с 1905 по 1906 год был первым президентом Американского клуба исследователей. В 1922 году он был избран его почётным членом, а в 1923 году награждён его высшей наградой — медалью Клуба исследователей.
На протяжении 70-ти лет — со времён начала гражданской войны — А. Грили был лично близко знаком со всеми Президентами Соединённых Штатов (за исключением А. Линкольна) и первыми леди, а также со всеми главами Верховного суда США. Один из его председателей (а ранее непосредственный начальник, а также будущий Президент США) Уильям Тафт сказал: «Я рад вернуться в Вашингтон только по двум причинам — там есть монумент Вашингтону и генерал Грили» (англ. I am glad to return to the only two permanent things in Washington: the Washington Monument and General Greely).
За всю свою многолетнюю службу Адольф Грили не был удостоен ни одной из правительственных наград Соединённых Штатов. Только 27 марта 1935 года, на свой 91-й день рождения, с подачи генерала Уильяма Митчелла — биографа генерала — в знак признания его выдающихся заслуг он был награждён «Медалью Почёта США». На церемонии вручения этой высшей государственной награды, помимо официальных лиц, присутствовал бригадный генерал Дэвид Брэйнард — последний из оставшихся в живых участников его арктической экспедиции.

Это событие даёт мне возможность воздать должное моему начальнику на севере генералу Грили. Нет более лояльного, храброго и находчивого офицера, когда-либо командовавшего в Арктике или в любом другом месте; его лидерские качества особенно проявились на мысе Сабин, благодаря его твёрдости и непреклонной воле удалось сохранить остатки партии вместе и поддерживать дисциплину вплоть до нашего спасения адмиралом Шлеем.— Из речи Дэвида Брэйнарда перед Американским географическим обществом, 1925

## Семья
В 1878 году Адольф Грили женился на Генриетте Несмит (англ. Henrietta Nesmith). У них родилось шестеро детей: дочери — Роуз, Гертруда, Антуанетта и Эдола; сыновья Джон и Адольфус (младший).

## Награды и память

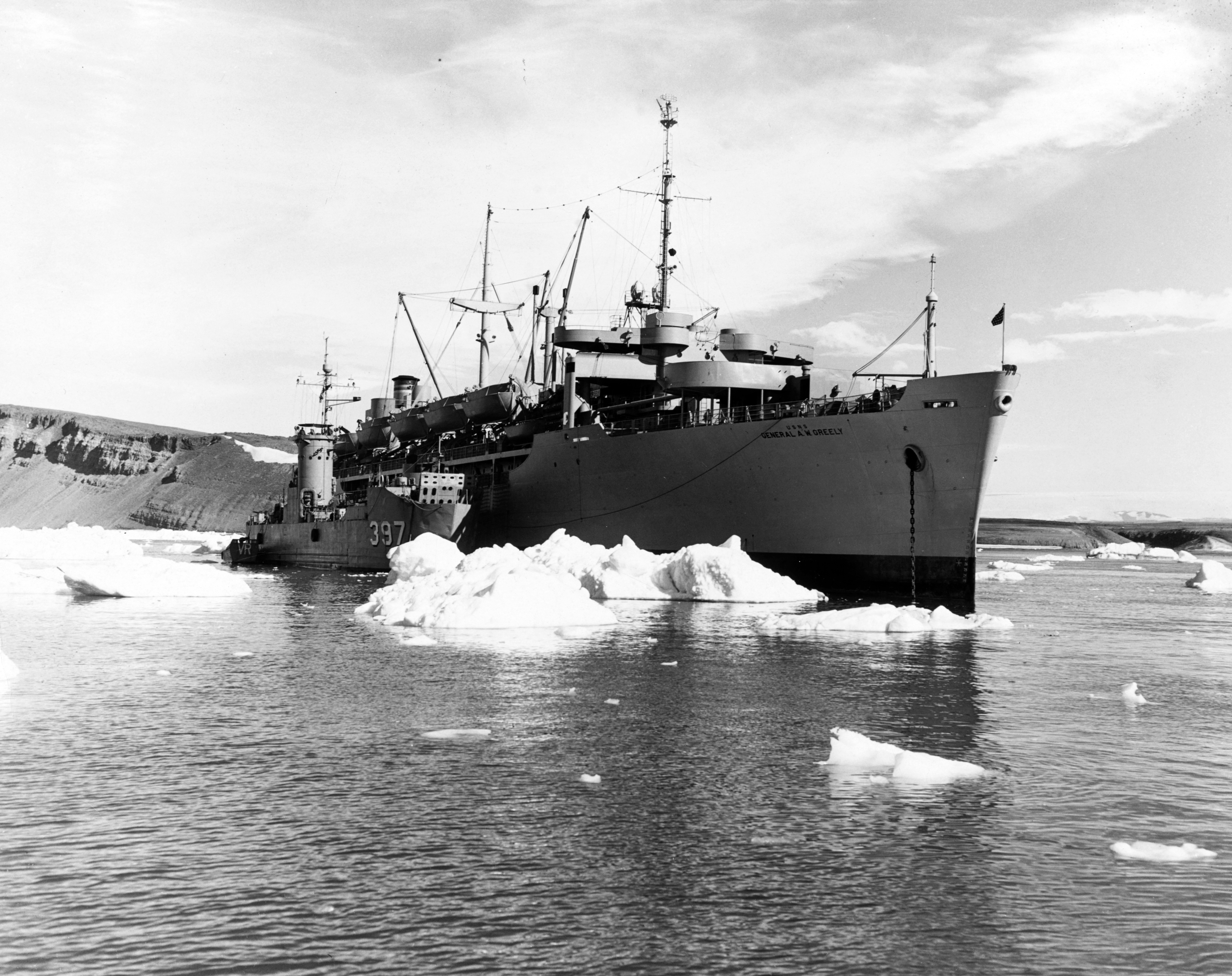
USS General A. W. Greely

За значительный вклад в «исследования побережья Северного Ледовитого океана и внутренних областей Земли Гриннела (острова Элсмир)» в 1886 году А. Грили был удостоен золотой медали основателей Королевского географического общества, а в 1920-м за выдающиеся заслуги в области географии Американским географическим обществом он был награждён медалью Чарльза П. Дэли.
В честь А. Грили было названо транспортное судно USS General A. W. Greely (спущено на воду в 1944 году), военная база США на Аляске Форт Грили, с его изображением в 1986 году выпущена почтовая марка.
В его честь также назван ряд географических объектов:
- на Земле Франца-Иосифа;
- мыс Архивная копия от 21 января 2016 на Wayback Machine на севере острова Мак-Клинтока (ЗФИ);
- фьорд Архивная копия от 22 января 2016 на Wayback Machine на севере острова Элсмир (открыт и назван санной партией Джеймса Локвуда в 1883 году).